# Spiritismus
Spiritismus è un film muto del 1920 diretto da Frederic Zelnik che ha come protagonista Lil Dagover.

## Produzione
Il film fu prodotto dalla Berliner Film-Manufaktur GmbH (Berlin).

## Distribuzione
Uscì nelle sale cinematografiche tedesche nell'aprile 1920.